# 寺田寛明
寺田 寛明（てらだ ひろあき、1990年10月6日 - ）は、日本のお笑いタレント（ピン芸人）。本名同じ。マセキ芸能社所属。R-1グランプリ2021 - 2024ファイナリスト。

## 来歴
埼玉県草加市出身。獨協大学法学部卒業。
小学校のときからお笑い好きで、兄の影響で嘉門達夫のファンだった。高校入学後にバカリズムのライブを見て芸人に憧れを持つようになり、高校2年生のときから自らもライブに出演し始める。進学した獨協大学には当時まだお笑いサークルがなかったため、無所属の学生芸人として学生お笑いの大会や、U-22芸人のバトルライブ「ジャンジャンLIVE」「バリバリLIVE」に出場し続けた。雑誌やラジオにネタ投稿を送るハガキ職人としても活動した。ラジオネームは「荒俣宏初単独」。
中学1年生から高校3年生まで通っていた地元の塾で塾講師を務める傍らオーディションなどに挑戦し、2013年にデビュー。2014年よりマセキ芸能社預かり、2020年より正式所属となる。K-PRO制作協力で、毎月大喜利ライブ「大喜利千景」を主催している。所属事務所やプロアマを問わないこのライブは、にゃんこスターの結成のきっかけの場となった。2010年からは西口エンタテインメント所属の丸山れいやとのユニットでコントも行っている。
R-1グランプリ（R-1ぐらんぷり）ではアマチュア時代の2008年大会から出場。芸歴制限がかけられた2021年大会で初の決勝進出を果たして以降、2024年大会まで4年連続で決勝に勝ち進み、2023年大会では決勝3位を記録した。その後、準々決勝で敗退した2025年大会をもって、出場を一旦最後にする事を発表した。
バカリズムがMCを務めていた『アイドリング!!!』（フジテレビ）がきっかけでアイドルファンとなる。元々はアイドリング!!!のファンだったが、アイドリング!!!がホスト役を務めたTOKYO IDOL FESTIVALを見たことで様々なアイドルに興味を持ち、年間100現場は足を運ぶようになった。これまで最も好きだったのはアイドルネッサンス（2018年解散）、ずっと応援しているのはlyrical school。
2024年3月10日より、大喜利千景チャンネルを引き継ぐ形で個人YouTubeチャンネルを開設した。

## 芸風
- 眼鏡にスーツという出で立ちで、主にフリップネタを行う。言葉遊びなどを題材にしたものが多い。
- 大学生くらいまで人と会話をすることが苦手で、コミュニケーションのリハビリというつもりで塾講師をしているという。また、塾講師という立場上、下ネタを避けている[1]。

## 出演番組

### テレビ
- 学生才能発掘バラエティ 学生HEROES!（テレビ朝日、2011年7月28日、10月6日）
- ネタパレ（フジテレビ、2019年6月28日）
- ツギクル芸人グランプリ2019決勝（フジテレビ、2019年7月24日）
- 日本で一番早いお笑いバトル!フットンダ王決定戦2020 チャレンジ企画（中京テレビ放送、2020年1月1日）
- ヒルナンデス!（日本テレビ、2020年1月13日）
- R-1グランプリ（関西テレビ、2021年3月7日、2022年3月6日、2023年3月4日）
- R-1直前！霜降り明星の今年のファイナリストは正直エグいよSP（関西テレビ、2022年3月5日、2023年3月4日）
- よるのブランチ　(TBSテレビ、2022年7月6日）
- 千原ジュニアの座王 (関西テレビ、2023年7月7日)

### Web番組
- スピードワゴンの月曜The NIGHT（ABEMA、2019年11月5日〈4日深夜〉、2022年3月8日〈7日深夜〉、2022年4月12日〈11日深夜〉）

### ラジオ
- 高柳明音の生まれてこの方（ラジオ日本、2016年1月17日）
- ナイツ ザ・ラジオショー（ニッポン放送、2021年3月10日）
- 鈴木花純のハッピータイムハッピーソング（NACK5、2023年7月22日 - 10月14日 毎月1回出演）
- White Tailsの王道ラジオをやってみた！（AuDee、2024年4月9日）

### ポッドキャスト番組
現在のレギュラー番組
- 東京女子流のピラミッドメモリーズ（AWA、2024年4月26日 - ）

### Webマガジン
- 寺田寛明の2万6千500歩（アイドルwebマガジン ガラスガール 連載）

## 書籍
- 故事成語ツッコミ辞典　(講談社)